# Liste der denkmalgeschützten Objekte in Angern an der March
Die Liste der denkmalgeschützten Objekte in Angern an der March enthält die 19 denkmalgeschützten, unbeweglichen Objekte der niederösterreichischen Marktgemeinde Angern an der March im Bezirk Gänserndorf.

## Denkmäler
| Foto |                 | Denkmal                                                                 | Standort                                               | Beschreibung | Metadaten |
| ---- | --------------- | ----------------------------------------------------------------------- | ------------------------------------------------------ | --- | --- |
| ja   | Datei hochladen | Kath. Pfarrkirche Kreuzauffindung HERIS-ID: 10171 Objekt-ID: 6224       | Kirchengasse 1 Standort KG: Angern                     | Die Pfarrkirche wurde 1958 neu errichtet. Das Langhaus mit eingezogenem Chor grenzt an den seitlich vorgestellten Turm. Im Portalbereich befinden sich Mosaiken von Hermann Bauch. Das barocke Kruzifix in der Altarnische stammt aus der ehemaligen Schlosskapelle. | BDA-Hist.: Q1788170 Status: § 2a Stand der BDA-Liste: 2025-06-30 Name: Kath. Pfarrkirche Kreuzauffindung GstNr.: 31/3 Pfarrkirche Kreuzauffindung, Angern an der March |
| ja   | Datei hochladen | Mariensäule HERIS-ID: 10175 Objekt-ID: 6228                             | bei Marktplatz 1 Standort KG: Angern                   | Die Marienfigur auf hoher Säule ist mit 1679 bezeichnet. | BDA-Hist.: Q38059708 Status: § 2a Stand der BDA-Liste: 2025-06-30 Name: Mariensäule GstNr.: 69/1 |
| ja   | Datei hochladen | Tor des ehem. Schlosses Angern HERIS-ID: 10173 Objekt-ID: 6226          | gegenüber Ollersdorferstraße 59 Standort KG: Angern    | An Stelle einer im späten 15. Jahrhundert zerstörten mittelalterlichen Grenzfestung wurde 1531 ein Renaissanceschloss errichtet. 1945 brannte es großteils ab. Die Reste wurden 1968 abgetragen. Nur ein kleiner Teil der Tormauer blieb erhalten. | BDA-Hist.: Q38059686 Status: § 2a Stand der BDA-Liste: 2025-06-30 Name: Tor des ehem. Schlosses Angern GstNr.: 275/6 |
| ja   | Datei hochladen | Pfarrhof HERIS-ID: 10172 Objekt-ID: 6225                                | Schulgasse 3 Standort KG: Angern                       | | BDA-Hist.: Q38059674 Status: § 2a Stand der BDA-Liste: 2025-06-30 Name: Pfarrhof GstNr.: 30 |
| ja   | Datei hochladen | Ortskapelle Grub HERIS-ID: 10180 Objekt-ID: 6233                        | Gruber Hauptstraße 19 Standort KG: Grub an der March   | Die barocke Kapelle aus der zweiten Hälfte des 18. Jahrhunderts in der Mitte des Angers von Grub hat einen Glockenturm, einen Dreieckgiebel und ist durch Pilaster gegliedert. Sie verfügt über eine Figur des Johannes Nepomuk aus dem 18. Jahrhundert. | BDA-Hist.: Q38059844 Status: § 2a Stand der BDA-Liste: 2025-06-30 Name: Ortskapelle Grub GstNr.: 1/9 Ortskapelle Grub |
| ja   | Datei hochladen | Befestigte Höhensiedlung Kirchenberg HERIS-ID: 112210 Objekt-ID: 130282 | Stillfried-Kirchenberg Standort KG: Grub an der March  | Wallburg der späteren Urnenfelderzeit mit Funden der Hallstattkultur, der Latènezeit sowie der römischen Kaiserzeit. Die befestigte Höhensiedlung erstreckt sich über Gebiete der beiden Katastralgemeinden Grub an der March und Stillfried. | BDA-Hist.: Q37829555 Status: Bescheid Stand der BDA-Liste: 2025-06-30 Name: Befestigte Höhensiedlung Kirchenberg GstNr.: 4/2, 5/2, 6/2, 8, 9, 12, 17/1, 17/2, 17/3, 64, 65/2, 66, 67/1, 67/2, 67/3, 67/4, 67/5, 70/1, 70/4, 70/10, 76/3, 76/12, 76/13 |
| ja   | Datei hochladen | Kath. Pfarrkirche hl. Agatha HERIS-ID: 10183 Objekt-ID: 6236            | Kirchenplatz 79 Standort KG: Mannersdorf               | Die frühhistoristische Kirche wurde 1863 anstelle eines barocken Vorgängerbaus errichtet. | BDA-Hist.: Q1581806 Status: § 2a Stand der BDA-Liste: 2025-06-30 Name: Kath. Pfarrkirche hl. Agatha GstNr.: 60 Agatha of Sicily Church (Mannersdorf an der March) |
| ja   | Datei hochladen | Fundzone Marchfeld-Ost HERIS-ID: 112220 Objekt-ID: 130293               | Marchfeld Standort KG: Mannersdorf                     | Archäologische Ausgrabungsstätte | BDA-Hist.: Q37829649 Status: Bescheid Stand der BDA-Liste: 2025-06-30 Name: Fundzone Marchfeld-Ost GstNr.: 313, 316, 317, 320, 321, 324, 326, 1140/8 |
| ja   | Datei hochladen | Rochuskapelle Wutzelburg HERIS-ID: 10181 Objekt-ID: 6234                | Rochusberg 208, nördlich Standort KG: Mannersdorf      | Die frühbarocke Rundkapelle oberhalb des Kellerberges wurde 1637–1647 erbaut. | BDA-Hist.: Q1403752 Status: § 2a Stand der BDA-Liste: 2025-06-30 Name: Rochuskapelle Wutzelburg GstNr.: 600 Rochuskapelle Wutzelburg, Mannersdorf an der March |
| ja   | Datei hochladen | Mariahilfkapelle HERIS-ID: 10182 Objekt-ID: 6235                        | bei Zum Kellerberg 186 Standort KG: Mannersdorf        | Diese Wegkapelle aus dem 18. Jahrhundert am Beginn des Kellerberges ist ein schlichter Bau mit rundem Schluss und hat im gesprengten Volutengiebel eine kleine Figurennische, die mit „1875“ bezeichnet ist. | BDA-Hist.: Q38059867 Status: § 2a Stand der BDA-Liste: 2025-06-30 Name: Mariahilfkapelle GstNr.: 786/14 |
| ja   | Datei hochladen | Kath. Pfarrkirche hl. Leonhard HERIS-ID: 10189 Objekt-ID: 6242          | bei Kirchengasse 125 Standort KG: Ollersdorf           | Die Kirche ist ein einheitlicher Barockbau, der von 1742 bis 1746 errichtet wurde. Bis 1782 war die Pfarre der Kartause Mauerbach inkorporiert. | BDA-Hist.: Q2320276 Status: § 2a Stand der BDA-Liste: 2025-06-30 Name: Kath. Pfarrkirche hl. Leonhard GstNr.: 496 Pfarrkirche hl. Leonhard, Ollersdorf |
| ja   | Datei hochladen | Grabdenkmal (Gnadenstuhl) HERIS-ID: 10186 Objekt-ID: 6239               | bei Kirchengasse 125 Standort KG: Ollersdorf           | Dieser barocke Grabstein mit Relief Gnadenstuhl steht vor der Kirche hl. Leonhard. | BDA-Hist.: Q38059975 Status: § 2a Stand der BDA-Liste: 2025-06-30 Name: Grabdenkmal (Gnadenstuhl) GstNr.: 497 Grabdenkmal Gnadenstuhl, Ollersdorf (Angern an der March) |
| ja   | Datei hochladen | Grabkreuz HERIS-ID: 10187 Objekt-ID: 6240                               | bei Kirchengasse 125 Standort KG: Ollersdorf           | Dieser barocke Grabstein mit Relief Kreuzigung steht vor der Kirche hl. Leonhard. | BDA-Hist.: Q38059998 Status: § 2a Stand der BDA-Liste: 2025-06-30 Name: Grabkreuz GstNr.: 497 |
| ja   | Datei hochladen | Tabernakelpfeiler HERIS-ID: 10195 Objekt-ID: 6248                       | Wiener Straße 155, in der Nähe Standort KG: Stillfried | Dieser spätgotische Tabernakelbildstock mit abgefastem Pfeiler steht im Ortsbereich und ist mit „1502“ bezeichnet. | BDA-Hist.: Q38060225 Status: § 2a Stand der BDA-Liste: 2025-06-30 Name: Tabernakelpfeiler GstNr.: 97/2 |
| ja   | Datei hochladen | Kath. Pfarrkirche hl. Georg HERIS-ID: 10191 Objekt-ID: 6244             | bei Am Kirchberg 98 Standort KG: Stillfried            | Die ehemalige Wehrkirche mit vierjochigem Langhaus stammt im Kern aus dem Mittelalter. Der Turm wurde im 13. Jahrhundert gebaut und die übrigen Gebäudeteile in der ersten Hälfte des 14. Jahrhunderts. Die Kirche wurde 1669/1670 barockisiert. | BDA-Hist.: Q2318490 Status: § 2a Stand der BDA-Liste: 2025-06-30 Name: Kath. Pfarrkirche hl. Georg GstNr.: .35 St. Georg (Stillfried) |
| ja   | Datei hochladen | Kirchhof HERIS-ID: 10193 Objekt-ID: 6246                                | bei Am Kirchberg 98 Standort KG: Stillfried            | Der Kirchhof der ehemaligen Wehrkirche ist von einer Ringmauer umgeben und wird heute als Friedhof genutzt. | BDA-Hist.: Q38060175 Status: § 2a Stand der BDA-Liste: 2025-06-30 Name: Kirchhof GstNr.: 1574 |
| ja   | Datei hochladen | Pfarrhof HERIS-ID: 10192 Objekt-ID: 6245                                | Hauptstraße 22 Standort KG: Stillfried                 | Der Pfarrhof ist ein zweigeschoßiger Bau aus dem frühen 18. Jahrhundert mit einem von einem kleinen Dreieck bekrönten Volutengiebel, schlichter Fassadengestaltung mit Ortbandgliederung und einer durch Pilaster gegliederten Tormauer mit Rundbogenportal aus dem ersten Viertel des 18. Jahrhunderts. Die Räume im Erdgeschoß verfügen zum Teil über Tonnengewölbe mit Stichkappen. Das Obergeschoß ist flach gedeckt und hat zum Teil profilierte Gesimse. | BDA-Hist.: Q38060142 Status: § 2a Stand der BDA-Liste: 2025-06-30 Name: Pfarrhof GstNr.: .12 |
| ja   | Datei hochladen | Volksschule und Museum HERIS-ID: 10194 Objekt-ID: 6247                  | Hauptstraße 23 Standort KG: Stillfried                 | Die ehemalige Volksschule ist ein mächtiger, zweistöckiger Bau mit späthistoristischem Putzdekor. Über dem Mittelrisalit liegt eine mit „1884“ bezeichnete Attika. Das Gebäude beherbergt ein Museum für Ur- und Frühgeschichte mit Dokumentationen und Funden der örtlichen Ausgrabungen. | BDA-Hist.: Q38060214 Status: § 2a Stand der BDA-Liste: 2025-06-30 Name: Volksschule und Museum GstNr.: .11 |
| ja   | Datei hochladen | Befestigte Höhensiedlung Kirchenberg HERIS-ID: 112245 Objekt-ID: 130318 | Stillfried-Kirchenberg Standort KG: Stillfried         | Die befestigte Höhensiedlung erstreckt sich über Gebiete der beiden Katastralgemeinden Grub an der March (siehe dort) und Stillfried. | BDA-Hist.: Q37829943 Status: Bescheid Stand der BDA-Liste: 2025-06-30 Name: Befestigte Höhensiedlung Kirchenberg GstNr.: .35, .132, .147, 91/3, 1285/3, 1290/5, 1291/1, 1292/1, 1292/2, 1293/1, 1293/2, 1293/3, 1293/4, 1293/5, 1294/1, 1294/2, 1294/3, 1295,1296, 1297,1298/1, 1298/2, 1299/1, 1299/2, 1300/1, 1300/2, 1303/1, 1303/21, 1303/22, 1305, 1306/1, 1306/45, 1306/46, 1306/47, 1306/54, 1307/1, 1307/2, 1307/3, 1308, 1309, 1310, 1311/1, 1311/2, 1312, 1313/2, 1314/1, 1314/2, 1315, 1316, 1317/1, 1317/2, 1317/3, 1317/4, 1318/1, 1318/2, 1318/3, 1318/4, 1318/5, 1319/1, 1319/2, 1320, 1321, 1322/1, 1322/2, 1322/3, 1322/4, 1323/2, 1324/2, 1325, 1326/2, 1327/1, 1327/2, 1327/3, 1327/4, 1327/5, 1327/6, 1328/1, 1328/2, 1328/3, 1328/4, 1330/1, 1330/2, 1331, 1332, 1333/1, 1333/2, 1334/1, 1334/2, 1335, 1336, 1337, 1338/1, 1338/2, 1338/3, 1338/4, 1338/5, 1339/1, 1339/2, 1340/1, 1340/2, 1343, 1344, 1346/1, 1346/2, 1346/3, 1346/4, 1574, 2002, 2003, 2004, 1573 |